# تپه گورستان جوین ۳
تپه قبرستان جوین ۳ مربوط به دوران‌های تاریخی پس از اسلام است و در شهرستان بوئین‌زهرا، روستای جوین واقع شده و این اثر در تاریخ ۱۰ مهر ۱۳۸۰ با شمارهٔ ثبت ۳۹۳۳ به‌عنوان یکی از آثار ملی ایران به ثبت رسیده است.